# Wandering
Wandering is een plaats in de regio Wheatbelt in West-Australië.

## Geschiedenis
Vanaf de jaren 1860 vestigden zich kolonisten in de streek. De eerste familie die er zich vestigde was de familie Watts. George Stedman Watts was in 1859 op zoek naar zijn paarden toen hij op een bron stuitte, later de Horse Well genoemd. In 1861 selecteerden ze er een eigendom en noemden die Grassdale. Grassdale is tegenwoordig nog steeds eigendom van de familie Watts.
Tegen 1877 vond de overheid dat de behoefte aan een school groot genoeg was om daarvoor een stuk grond aan te wijzen. In 1911 was er zoveel vraag naar bouwgrond dat de overheid kavels liet opmeten en Wandering in 1912 officieel een dorp werd. Het dorp werd vernoemd naar de Wandering Brook, een beek die in 1859 voor het eerst vermeld stond als Wandelring Brook maar vanaf 1866 als Wandering Brook. De beek werd door een vroege kolonist naar de Aboriginesnaam voor de streek genoemd, "Wandooin". Wandooin naar de wandoo of witte gomboom.
Van 1944 tot 1977 hield de Katholieke Kerk een missie open om Aborigineskinderen op te vangen. Die Wandering Mission werd ook wel de St Francis Xavier Mission genoemd. Een herinnering aan het opgroeien in de missie werd opgetekend door Glennyse Ward in haar autobiografie A Wandering Girl (Magabala Books, Broome, 1988). Deze missiepost werd later voorwerp van een aantal beschuldigingen van seksueel misbruik.

## Beschrijving
Wandering is het administratieve en dienstencentrum van het lokale bestuursgebied (LGA) Shire of Wandering, een landbouwdistrict. Het heeft een Community Resource Centre met een bibliotheek, een basisschool en enkele sportfaciliteiten.
In 2021 telde Wandering 391 inwoners, tegenover 355 in 2006.

## Toerisme
De Hotham Way is een toeristische autoroute die Wandering aandoet. De route gaat onder meer langs:
- Dryandra Woodland, een natuurgebied waar een 100-tal vogelsoorten en 24 zoogdiersoorten leven
- Pumphreys Bridge, een picknickplaats aan een brug over de Hotham met een aan de overzijde een historische hofstede uit 1888
- een aantal historische gebouwen in het centrum van Wandering

Verder is er nog de Mount Cooke Trail in het natuurpark Monadnocks, een onderdeel van het Bibbulmunwandelpad.

## Transport
Wandering ligt 120 kilometer ten zuidoosten van Perth en 32 kilometer ten noordoosten van Boddington, niet ver van de Albany Highway af.

## Klimaat
Wandering kent een warm mediterraan klimaat, Csa volgens de klimaatclassificatie van Köppen. De gemiddelde jaarlijkse temperatuur bedraagt 15,7 °C en de gemiddelde jaarlijkse neerslag ligt rond 569 mm.
| Maand                                  | jan  | feb  | mrt  | apr  | mei  | jun  | jul  | aug  | sep  | okt  | nov  | dec  | Jaar  |
| -------------------------------------- | ---- | ---- | ---- | ---- | ---- | ---- | ---- | ---- | ---- | ---- | ---- | ---- | ----- |
| Gemiddeld maximum (°C)                 | 32,1 | 31,7 | 28,9 | 24,5 | 20,0 | 17,0 | 15,8 | 16,5 | 18,3 | 22,4 | 27,4 | 30,4 | 23,7  |
| Gemiddeld minimum (°C)                 | 14,3 | 14,7 | 12,6 | 9,5  | 6,3  | 4,6  | 4,0  | 4,1  | 4,7  | 6,4  | 9,5  | 12,0 | 8,6   |
|                                        |      |      |      |      |      |      |      |      |      |      |      |      |       |
| Neerslag (mm)                          | 17,4 | 15,4 | 16,8 | 29,9 | 56,2 | 77,3 | 96,3 | 95,3 | 59,1 | 28,5 | 18,5 | 18,8 | 529,5 |
| Regendagen (dag)                       | 2,1  | 1,4  | 2,1  | 4,3  | 6,7  | 8,9  | 11,4 | 11,5 | 9,8  | 4,9  | 2,9  | 2,3  | 68,3  |
| Bron: Australian Bureau of Meteorology |      |      |      |      |      |      |      |      |      |      |      |      |       |

Aldersyde · Amery · Ardath · Arthur River · Baandee · Babakin · Badgingarra · Badjaling · Bailup · Bakers Hill · Balkuling · Ballaying · Ballidu · Beacon · Beenong · Beermullah · Bejoording · Belka · Bencubbin · Bendering · Benjaberring · Beverley · Bilbarin · Bindi Bindi · Bindoon · Bodallin · Bolgart · Bonnie Rock · Boolading · Booraan · Brookton · Bruce Rock · Bullaring · Bullfinch · Bulyee · Bungulla · Buntine · Burakin · Burracoppin · Cadoux · Calingiri · Campion · Caraban · Carrabin · Cataby · Cervantes · Chandler · Chittering · Clackline · Cold Harbour · Congelin · Coomberdale · Copley · Corrigin · Cowcowing · Crossman · Cuballing · Culbin · Cunderdin · Dalwallinu · Dandaragan · Dangin · Darkan · Dattening · Dongolocking · Doodlakine · Dowerin · Dudinin · Dumbleyung · Duranillin · Dwarda · Ejanding · Elabbin · Erikin · Gabbin · Gingin · Goomalling ·  Grass Valley · Greenhills · Guilderton · Gwambygine · Harrismith · Highbury · Hines Hill · Holt Rock · Hyden · Jelcobine · Jennacubbine · Jennapullin · Jitarning · Jurien Bay · Kalannie · Karlgarin · Kellerberrin · Kondinin · Kondut · Koojan · Koolyanobbing · Koorda · Korbel · Korrelocking · Kukerin · Kulin · Kulja · Kulyaling · Kunjin · Kununoppin · Kweda · Kwelkan · Kwolyin · Lancelin · Lake Brown · Lake Grace · Lake King · Ledge Point · Manmanning · Marvel Loch · Meckering · Meenaar · Merredin · Miling · Minnivale · Mogumber · Mokine · Moodiarrup · Mooliabeenee · Moora · Moorine Rock · Moorumbine · Moulyinning · Mount Hardey · Mount Kokeby · Mount Walker · Muchea · Mukinbudin · Muntadgin · Nalya · Nangeenan · Narembeen · Narrogin · New Norcia · Newdegate · Nilgen · Nokaning · North Bannister · Northam · Nukarni · Nungarin · Pantapin · Piawaning · Piesseville · Pingaring · Pingelly · Pithara · Popanyinning · Quairading · Quindanning · Regans Ford · Seabird · Shackleton · Southern Cross · Spencers Brook · Tammin · Tincurrin · Toodyay · Trayning · Varley · Wagin · Walebing · Walgoolan · Wandering · Wannamal · Watheroo · Welbungin · West Dale · West Toodyay · Westonia · Wialki · Wickepin · Wilbinga · Williams · Wongan Hills · Woodridge · Wubin · Wundowie · Wyalkatchem · Yealering · Yelbeni · Yellowdine · Yilliminning · Yerecoin · York · Yorkrakine · Yornaning · Yoting · Youndegin